# Corydalis nevskii
Corydalis nevskii är en vallmoväxtart som beskrevs av Mikhail Grigoríevič Popov. Corydalis nevskii ingår i släktet nunneörter, och familjen vallmoväxter. Inga underarter finns listade i Catalogue of Life.